# Giacomo Nani (pittore)

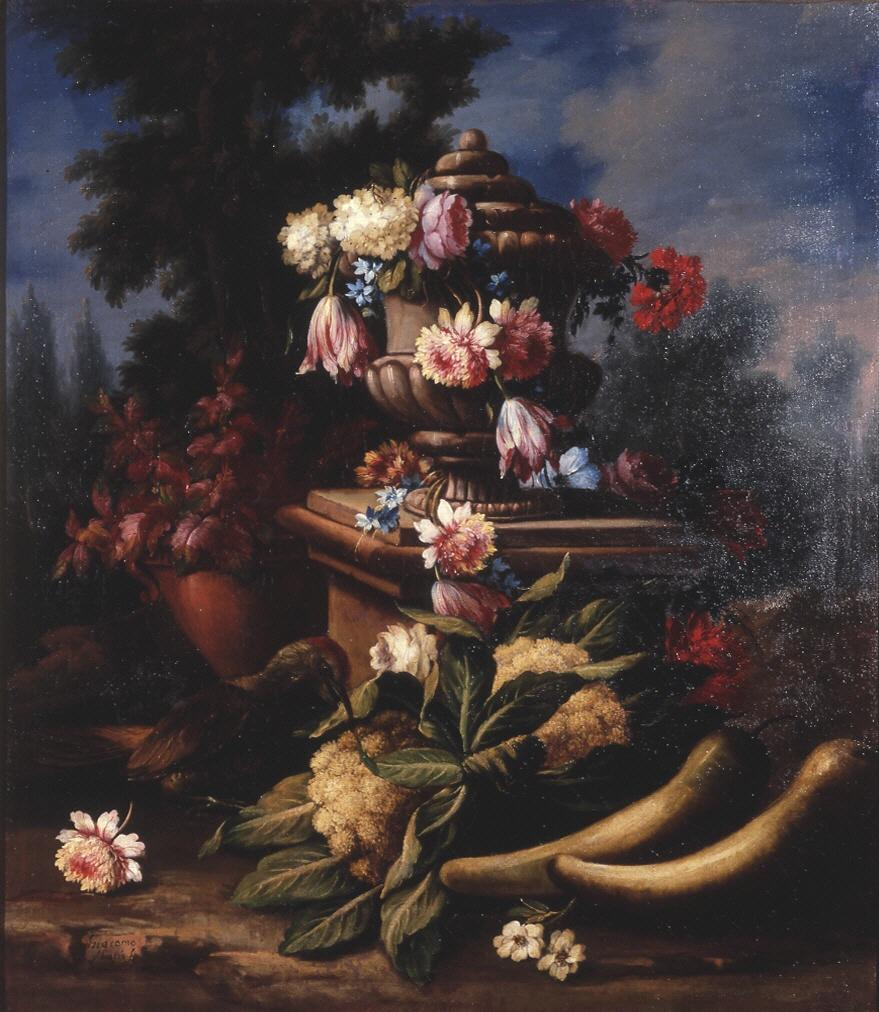
Giacomo Nani, Fiori (Real Academia de Bellas Artes de San Fernando, Madrid

Giacomo Nani (Porto Ercole, 1698 – Napoli, 1755) è stato un pittore italiano di nature morte attivo a Napoli.

## Biografia
Fu allievo di Andrea Belvedere e di Gaspare Lopez (Napoli - Venezia ca. 1732). Collaborò anche col più noto Paolo De Matteis, per il quale realizzò le figure in alcune sue composizioni, e spesso riprese il noto pittore di cacciagione Baldassarre De Caro. Fu influenzato anche dalla pittura di Jean Baptiste Dubuisson, portatore a Napoli dei modi pittorici del de Monnoyer.
Si sposò nel 1726, alla presenza di Luigi Sanseverino, principe di Bisignano. 
Le opere del pittore furono richieste nel Settecento da personalità appartenenti alla nobiltà, come la duchessa di Terranova e il duca di Limatola. Numerosi furono i dipinti posseduti dal re Carlo di Borbone, oggi conservati a Napoli e a Caserta. Un nutrito gruppo di quadri di Nani costituiva la quadreria della Reale tenuta di Carditello. Ventiquattro tele di Giacomo Nani furono inviate da Carlo di Borbone come regalo alla madre, Elisabetta Farnese e oggi sono conservate al Palacio Real de Riofrío, a Segovia, come regalo per il Palazzo Reale della Granja de San Ildefonso, a Segovia. 
Nani lavorò anche come decoratore nella manifattura di porcellane di Capodimonte, dove creava composizioni di animali e nature morte. Tra i suoi figli il primogenito Mariano lavorò con lui a Capodimonte, trasferendosi poi in Spagna, dove proseguì la sua attività presso la Real Fábrica de Porcelana del Buen Retiro di Madrid.
Nani raffigurò nei suoi quadri molti alimenti, tra cui piatti di maccheroni, olive, pesce, peperoncini dolci, sfogliatelle e frutta: una sorta di menù della cucina del tempo.
La sua produzione, oltre che nei musei napoletani (Reggia di Capodimonte, Certosa di San Martino, Duca di Martina, Palazzo reale di Napoli e Reggia di Caserta) e in numerose collezioni private italiane e straniere, è conservata a Godesberg, Magonza, Einsiedeln ed al Pardo. 
Alla pittura del Nani si ispirò certamente lo spagnolo Luis Meléndez, presente a Napoli per tre anni, a partire dal 1750.
Il pittore è seppellito nella chiesa di Santa Maria delle Grazie a Capodimonte.